# Antonio Fernández Molina
Antonio Fernández Molina   (Alcázar de San Juan, 20 de setembre de 1927 - Saragossa, 19 de març de 2005) va ser poeta, narrador, assagista, traductor, dramaturg, crític d'art i artista.

## Biografia
Influït per l'estètica de les avantguardes i fonamentalment pel postisme, va fundar el 1951 la revista Doña Endrina. Més tard Va ser cap de redacció de la revista Despacho literario, dirigida pel poeta Miguel Labordeta i secretari de Papeles de Son Armadans, la revista dirigida per Camilo José Cela.
Va conrear tots els gèneres literaris, i alguns dels seus relats breus o microrrelats, gènere en què se'l considera un mestre, figuren al Libro de la imaginación (1976), d'Edmundo Valadés.
De la seva obra narrativa, emparentada amb la de Gómez de la Serna i on prima el poder transformador de la imaginació, cal destacar la novel·la Solo de trompeta (1965); i els llibres de relats:
- La tienda ausente (1967);
- Cejunta y Gemud (1969);
- Dentro de un embudo (1973);
- Arando la madera (1977);
- Pompón (1979);
- Perro mundo (1994);
- La vida caprichosa (2003).

El 2006 aparegué Las huellas del equilibrista, antología de microrrelats preparada per José Luis Calvo Carilla. També cultivà la pintura i la il·lustració.